# Pastorale (Stravinskij)
La Pastorale di Igor' Fëdorovič Stravinskij è una romanza per soprano e pianoforte che il compositore scrisse nel 1907.

## Storia
Nell'estate del 1907, mentre si trovava a Ustyluh con la famiglia, Stravinskij iniziò a lavorare al progetto di due lavori di un certo impegno, lo Scherzo fantastique e il primo atto de Le rossignol; nel frattempo scrisse una piccola composizione per canto senza parole e pianoforte che intitolò Pastorale e che fu l'ultima sua opera ascoltata da Nikolaj Rimskij-Korsakov prima di morire. Stravinskij scrisse questa romanza pensando alla voce di Nadežda, figlia del suo maestro, e la dedicò a lei..
 Il brano fu eseguito per la prima volta in forma privata nell'ottobre 1907 presso il salotto di Rimskij-Korsakov a San Pietroburgo; la prima esecuzione pubblica fu invece il 27 dicembre dello stesso anno nella Sala della Scuola di Musica di San Pietroburgo per una serie di concerti di musica contemporanea e fu eseguita dal soprano Jelisaweta Petrenko con l'autore al pianoforte.
 L'accoglienza fu buona e, poiché Stravinskij amava molto questo suo pezzo, egli ne fece diverse trascrizioni, nel 1923 per voce e ensemble di fiati, nel 1933 per violino e pianoforte e anche per violino e ensemble di fiati.

## Analisi
La Pastorale è una composizione di grande semplicità in tonalità di Fa diesis maggiore. L'unico movimento, un Larghetto, è costituito da un vocalizzo classicamente diatonico che si svolge linearmente; l'armonia, creata col pianoforte, realizza, con note staccate e urti nati da lievi dissonanze, quasi un'impressione di contrasto, riuscendo però a ottenere un dialogo vivo e fresco, dal carattere un po' "agreste". In un certo qual modo in questo piccolo lavoro Stravinskij anticipa quello che sarà il clima della nuova arcadia neoclassica degli anni a venire a Parigi..